# Ribeira do Almeida
A Ribeira do Almeida é um curso de água localizado na freguesia de Santo Amaro, concelho da Velas, ilha de São Jorge, arquipélago dos Açores.
Este curso de água tem origem a uma cota de cerca de 600 m de altitude nos contrafortes montanhosos da Cordilheira Central da ilha, nas imediações do Pico da Choupana.
Procede à drenagem de uma bacia hidrográfica que engloba os contrafortes desta elevação e também o contraforte Sul do Cerrado de Baixo e do Cimo do Corão. Recebe também as águas do Grotão do Cabo.
Desagua no Oceano Atlântico próximo da Ponta da Queimada.
Em 1713, no dia 10 de dezembro causou grandes inundações na vila de Velas com chuvas intensas na zona entre a Urzelina e os Rosais que levam a destruição de 27 casas na vila. A Ribeira veio tão carregada de caudal sólido que criou uma praia que permitia a passagem a pé entre a vila e a Queimada.